# EZ Aquarii
EZ Aquarii es un sistema triple que dista de la Tierra aproximadamente 3.4 pc o 11.08 A.N. Pertenece a la constelación de Acuario. Sus tres componentes tienen tipo espectral M y son enanas rojas. La componente principal es también una binaria espectroscópica.
El movimiento propio de EZ Aquarii puede haber sido descubierto por Willen Jacob Luyten (1899-1994).  Las tres parecen ser enanas rojas de tipo M. Al menos una de las tres estrellas es una estrella fulgurante, pero es muy débil para ser observada a simple vista.
EZ Aquarii A es una enana roja de secuencia principal de tipo M5.0-5.5 (Ve) variable, de un décimo de la masa solar (0.1187) y luminosidad de 8.7-12/100.000 veces la del Sol.
EZ Aquarii B es una enana roja de tipo M con una luminosidad de solo 34/1.000.000 veces la del Sol y alrededor de un décimo de su masa.
EZ Aquarii C, como las otras dos probablemente sea una enana roja tipo M, de menos de un décimo de masa solar.
Una búsqueda de objetos con el telescópio espacial Hubble no ha aportado evidencia de objetos de tipo joviano o enanas marrones alrededor del sistema triple. 
El sistema más cercano es Lacaille 9352, 1.29 pc o 4.21 años-luz.